# Ciclone Olga (2010)
O ciclone tropical Olga (designação do JTWC: 09S, ou simplesmente ciclone Olga) foi um ciclone tropical que afetou as Ilhas Salomão e a Austrália no fim de janeiro de 2010. Sendo o sétimo sistema tropical e o quarto ciclone tropical dotado de nome da temporada de ciclones na região da Austrália de 2009-2010 e o quarto sistema tropical da temporada de ciclones no Pacífico Sul de 2009-2010, Olga formou-se de uma área de perturbações meteorológicas em 18 de janeiro, com o Centro Meteorológico Regional Especializado (CMRE) de Nadi, Fiji classificando-o para a depressão tropical "04F". Seguindo para oeste-sudoeste, a depressão deixou a área de responsabilidade do CMRE de Nadi para adentrar a área de responsabilidade do Centro de Aviso de Ciclone Tropical (CACT) de Brisbane, Austrália, dois dias depois. Em 22 de janeiro, o sistema se tornou um ciclone tropical significativo, e atingiu seu pico de intensidade no dia seguinte, com ventos máximos sustentados de 95 km/h (1 minuto sustentado), segundo o JTWC, ou 100 km/h (10 minutos sustentados), segundo o CACT de Brisbane.
A partir de então, Olga se enfraqueceu rapidamente antes de  deixar de ser um ciclone tropical significativo e atingir a costa de Queensland, Austrália, em 24 de janeiro. Após vários dias sobre terra, Olga voltou a ser um ciclone tropical significativo em 29 de janeiro, sobre o golfo de Carpentária, e atingiu a costa oeste de Queensland em 30 de janeiro com ventos de até 65 km/h. Sobre terra novamente, Olga se dissipou totalmente ainda naquele dia.
Como depressão tropical, Olga causou duas mortes nas Ilhas Salomão. Na Austrália, os danos foram limitados às enchentes e enxurradas, contabilizando quase 90 milhões de dólares em prejuízos.

## História meteorológica

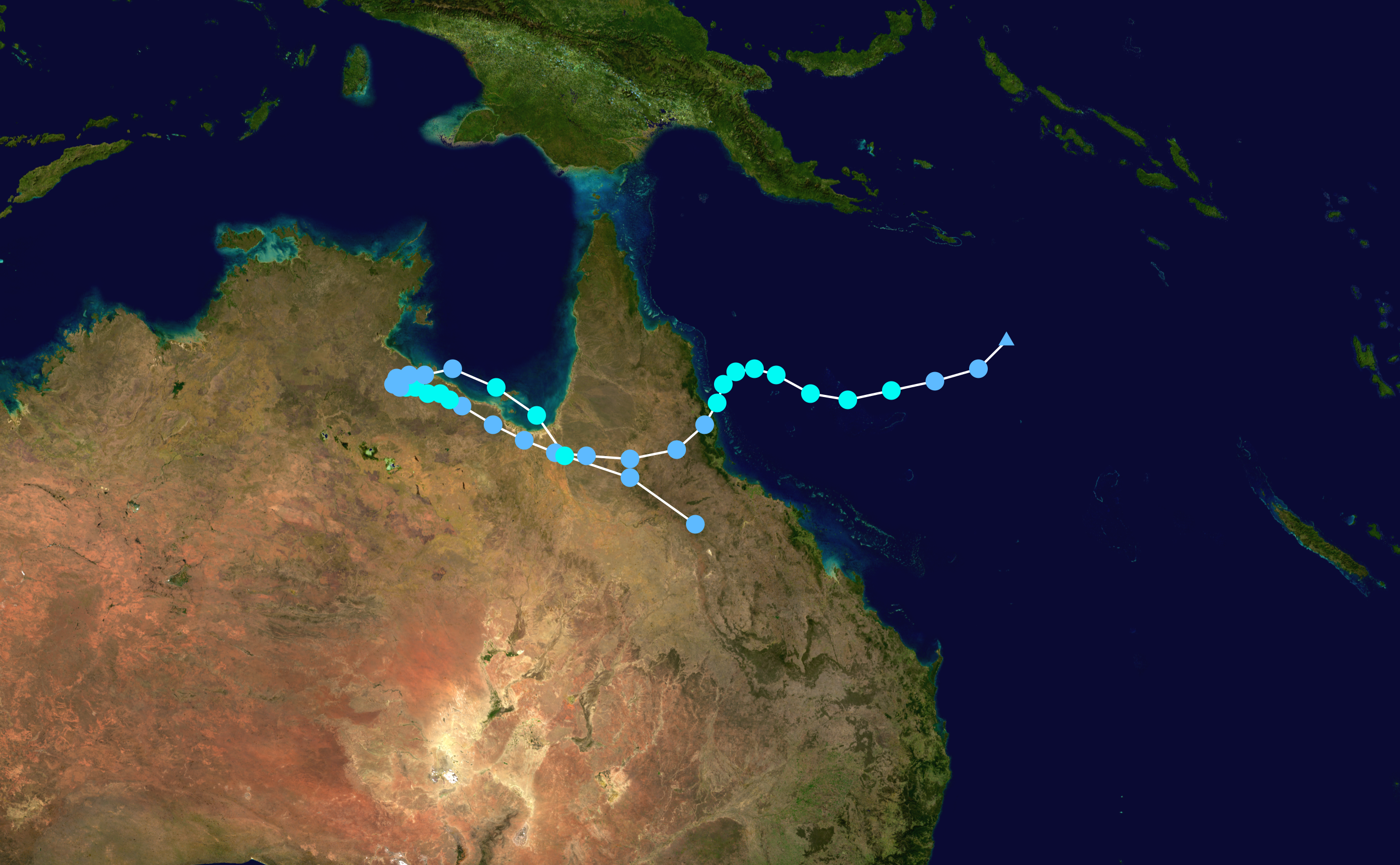
O caminho de Olga

O ciclone tropical Olga formou-se de uma área de perturbações meteorológicas a leste das Ilhas Salomão que começou a mostrar sinais de organização em 18 de janeiro. Assim que a perturbação deu os primeiros sinais de organização, o Centro Meteorológico Regional Especializado (CMRE) de Nadi, designado pela Organização Meteorológica Mundial (OMM) para a monitoração de ciclones tropicais no Oceano Pacífico Sul, classificou o sistema para uma perturbação tropical, atribuindo-lhe a designação "04F". Estando numa região com condições meteorológicas razoavelmente favoráveis, com cisalhamento do vento moderado, áreas de convecção profunda começavam a se formar em torno de um amplo e mal definido centro ciclônico de baixos níveis. Com isso, em 19 de janeiro, o CMRE de Nadi classificou o sistema para uma depressão tropical. Seguindo para sudoeste, a depressão deixou a área de responsabilidade do CMRE de Nadi para adentrar a área de responsabilidade do Centro de Aviso de Ciclone Tropical (CACT) de Brisbane, Austrália, ainda naquele dia. Com isso, o CMRE de Nadi emitiu seu aviso final sobre o sistema.
Seguindo para o mar de Coral, a perturbação seguiu desorganizada devido ao ligeiro aumento do cisalhamento do vento. No entanto, mesmo sob condições meteorológicas desfavoráveis, o centro de circulação ciclônica de baixos níveis começou a ficar consolidado com a melhora dos fluxos de saída de altos níveis. Com isso, o Joint Typhoon Warning Center (JTWC), o órgão da Marinha dos Estados Unidos responsável pela monitoração de ciclones tropicais, emitiu um Alerta de Formação de Ciclone Tropical (AFCT) sobre o sistema na noite (UTC), que significava que a perturbação poderia se tornar um ciclone tropical significativo entre 12 a 24 horas. Logo em seguida, o CACT de Brisbane classificou o sistema para um ciclone tropical e lhe atribuiu o nome "Olga". O sistema continuou a se organizar rapidamente, e assim que o ciclone começou a exibir bandas curvadas de tempestade, o JTWC também classificou o sistema para um ciclone tropical significativo no início da madrugada (UTC) de 23 de janeiro, atribuindo-lhe a designação "09P".
Seguindo para oeste através da periferia de uma alta subtropical ao sul, Olga se intensificou rapidamente assim que o cisalhamento do vento diminuiu. Com isso, o CACT de Brisbane classificou o sistema para um ciclone tropical de categoria 2 na escala australiana ainda no início daquela tarde (UTC). Entretanto, o súbito aumento do cisalhamento do vento e a interação do ciclone com o sistema remanescente do ciclone Neville impediram Olga de continuar a se intensificar. Com isso, Olga atingiu seu pico de intensidade ainda em 23 de janeiro, com ventos máximos sustentados de 95 km/h (1 minuto sustentado), segundo o JTWC, ou 100 km/h (10 minutos sustentados), segundo o CACT de Brisbane.

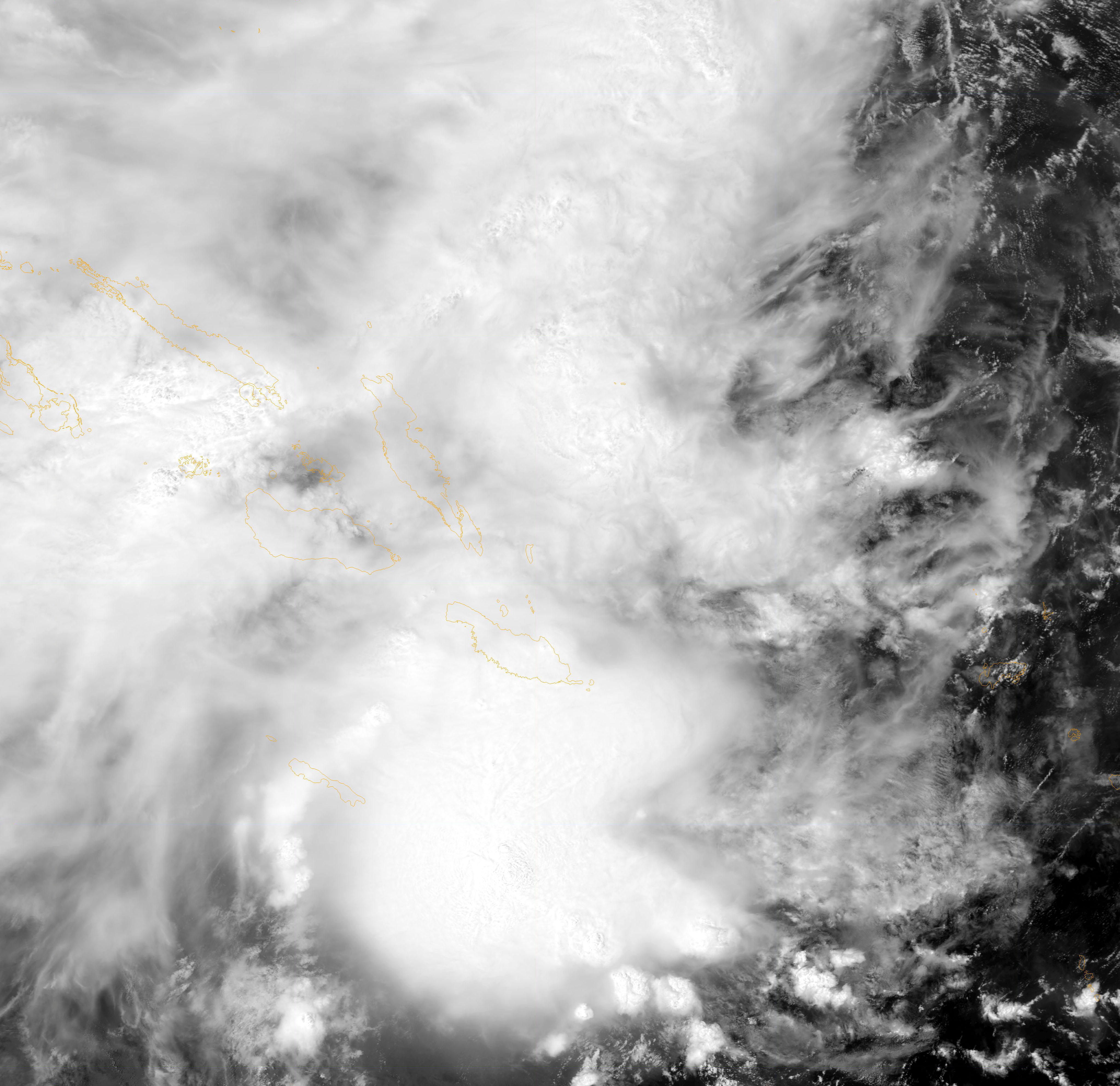
A depressão tropical 04F, predecessora de Olga, sobre as Ilhas Salomão em 20 de janeiro

A partir de então, Olga começou a se desorganizar assim que seguia para sudoeste, em direção à costa de Queensland, norte da Austrália. Com isso, o CACT de Brisbane desclassificou Olga para um ciclone tropical de categoria 1 na madrugada (UTC) de 24 de janeiro. Olga continuou a se desorganizar naquele dia, e todas as suas áreas de convecção profunda foram removidas pelo forte cisalhamento do vento. Olga deixou de ser um ciclone tropical significativo ainda naquela manhã (UTC), segundo o CACT de Brisbane. Mais tarde naquele dia, o JTWC emitiu seu aviso final sobre o sistema assim que os modelos meteorológicos já não mais previam a intensificação expressiva de Olga antes de o sistema atingir o nordeste da Austrália.
Ainda naquela noite, o sistema remanescente de Olga atingiu o nordeste da Austrália e começou a seguir para oeste-noroeste, sem mudanças significativas. Entretanto, dois dias mais tarde, o sistema voltou a dar sinais de organização assim que se aproximava do golfo de Carpentária. O cisalhamento do vento cessou e a formação de um anticiclone de mesoescala sobre o sistema permitiu o estabelecimento de bons fluxos de saída de altos níveis. Com isso, o JTWC emitiu um novo AFCT sobre o sistema na tarde (UTC) de 26 de janeiro. Horas mais tarde, o JTWC voltou a emitir avisos regulares sobre Olga assim que bandas curvadas de tempestade se formaram em torno do centro da circulação ciclônica de baixos níveis.
No entanto, Olga começou a seguir inesperadamente para sul-sudoeste, sobre o território do Norte, distanciando-se do golfo de Carpentária. Sobre terra, Olga começou a se enfraquecer mais uma vez, e o JTWC emitiu novamente seu aviso final sobre o sistema na manhã (UTC) de 28 de janeiro.
Mais uma vez as previsões falharam, embora a previsão inicial tenha se prevalecido; o sistema remanescente de Olga seguiu para nordeste, e na manhã (UTC) de 29 de janeiro, a perturbação alcançou o golfo de Carpentária. Devido às excelentes condições meteorológicas naquele momento, o JTWC emitiu mais uma vez o AFCT. Sobre as águas favoravelmente quentes do golfo de Carpentária, o sistema se intensificou rapidamente, e o JTWC voltou a emitir avisos regulares sobre o sistema ainda naquela tarde. Praticamente ao mesmo tempo, o CACT de Brisbane voltou a classificar o sistema para um ciclone tropical significativo. Seguindo para leste e para sudeste, Olga cruzou rapidamente o golfo de Carpentária, e atingiu a costa oeste de Queensland, perto da cidade de Burketown, por volta das 20:00 (UTC) daquele dia, com ventos de até 65 km/h, segundo o JTWC. Mais uma vez sobre terra, Olga voltou a se enfraquecer, e o JTWC emitiu seu aviso final no início da madrugada (UTC) de 30 de janeiro. Praticamente ao mesmo tempo, o CACT de Brisbane desclassificou mais uma vez Olga para uma baixa tropical e também emitiu seu aviso final sobre o sistema. Olga se dissipou completamente sobre o leste da Austrália ainda naquele dia.

## Preparativos e impactos

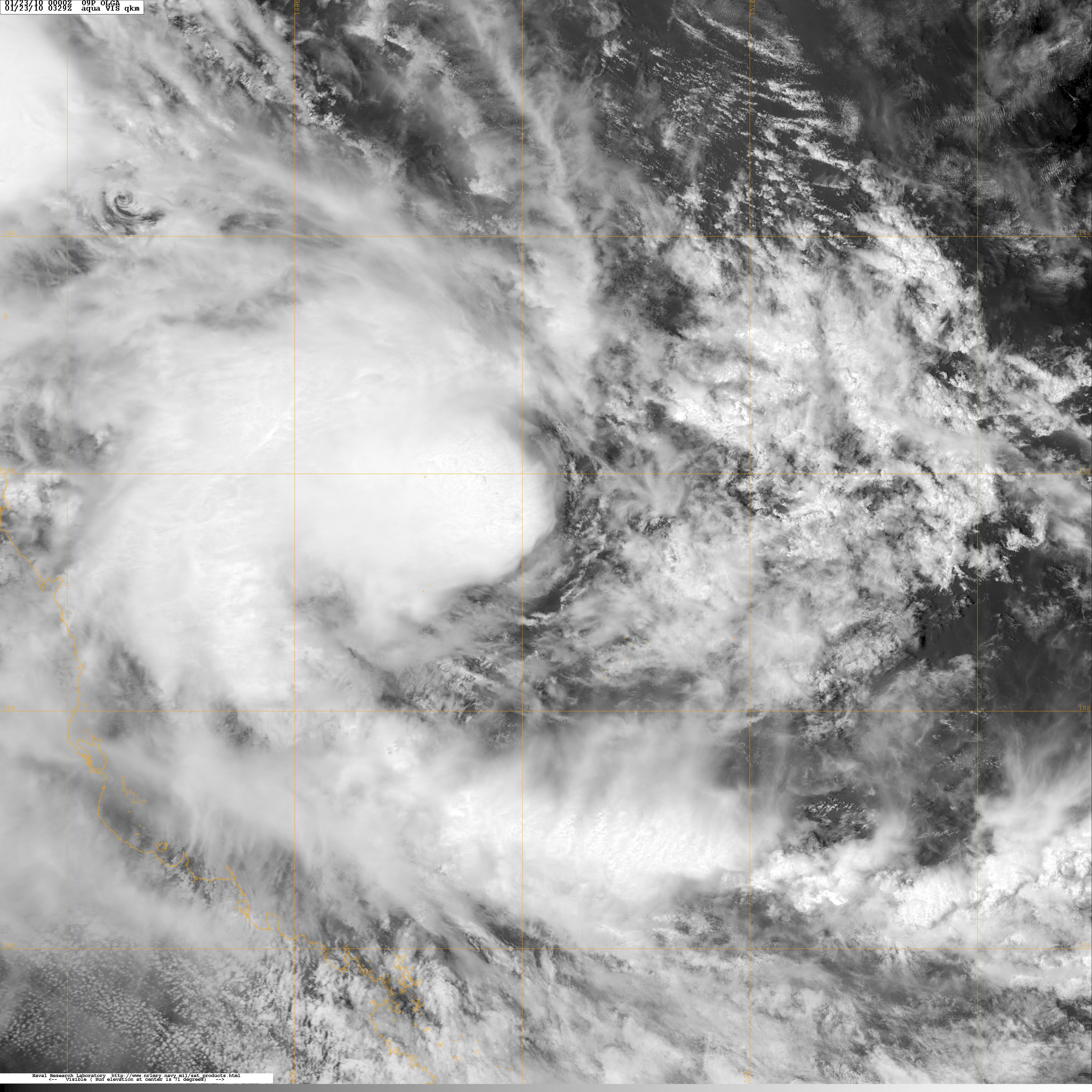
O ciclone tropical Olga em 23 de janeiro, ao largo da costa de Queensland, Austrália

Em 23 de janeiro, toda a costa entre Port Douglas e Cooktown, no estado de Queensland, norte da Austrália, ficou em alerta de ciclone. Dias depois, assim que o sistema se aproximava da costa do golfo de Carpentária, novos alertas de ciclone foram emitidos para comunidades das regiões costeiras do golfo. Os alertas e avisos foram ampliados para praticamente todas as regiões costeiras em torno do golfo assim que Olga voltou a se intensificar em 29 de janeiro.
Ainda como uma depressão tropical, o sistema causou chuvas fortes nas Ilhas Salomão. As enxurradas causaram a morte de duas crianças de um acampamento e deixaram uma pessoa ferida. Outras 153 pessoas tiveram que ser retiradas das margens de um rio perto da capital, Honiara. As chuvas também danificaram algumas residências e pontes, e causou deslizamentos de terra em algumas regiões isoladas.
Poucos impactos foram relatados em associação aos efeitos da passagem de Olga sobre Queensland em 24 de janeiro.
Em algumas localidades, os efeitos de Olga foram mais benéficos do que prejudiciais; a região enfrenta uma estiagem prolongada, e a precipitação acumulada ultrapassou 200 mm em alguns pontos. A produção mineira em Karumba teve que ser interrompida como forma precautiva aos efeitos do ciclone na região, já que o porto que despacha o material minerado teve que ser fechado. A importante Bruce Highway, que liga Queensland ao resto do país, teve que ser fechada na ponte do rio Houghton; as águas do rio transbordaram e ameaçaram a estrutura da ponte. As enchentes associadas a Olga causaram prejuízos de mais de 100 milhões de dólares australianos. Com isso, o governo de Queensland teve que disponibilizar verbas para assistir as pessoas afetadas pelo ciclone em 38 conselhos do estado.